# Filosofie femministe

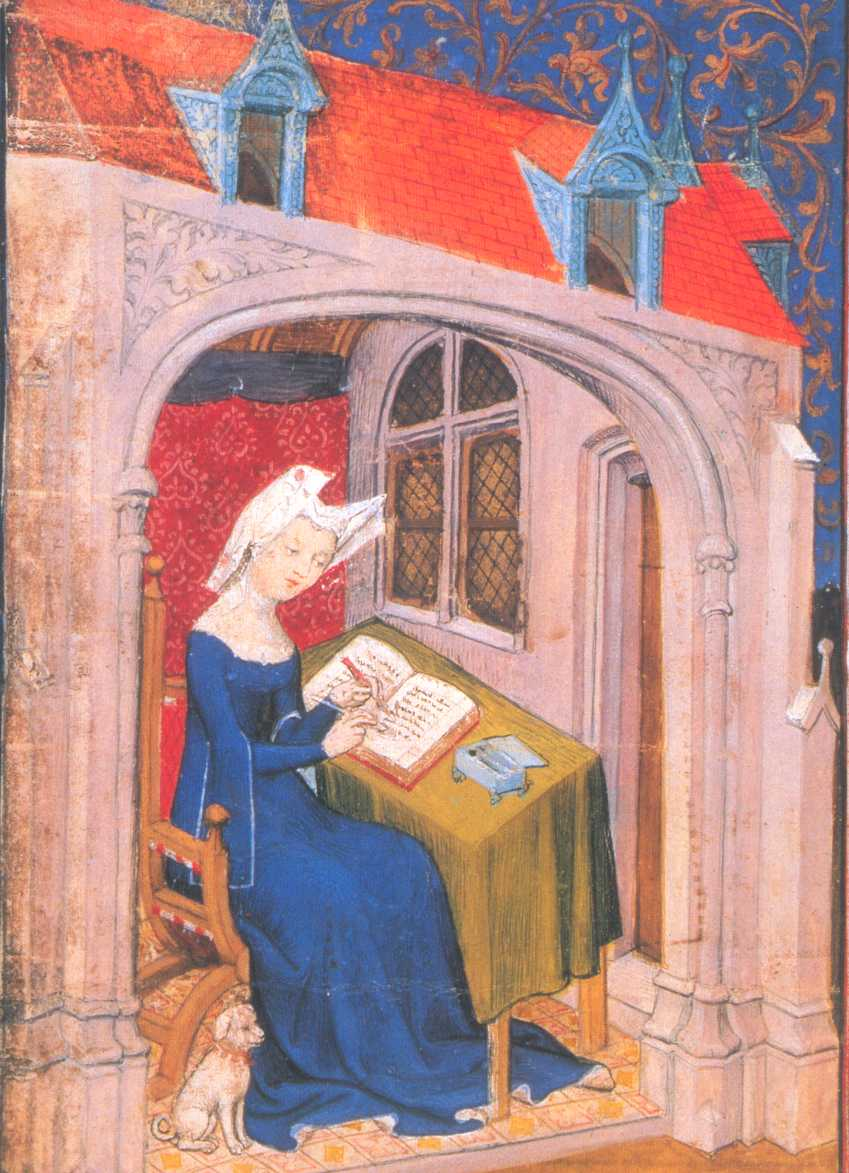
Christine de Pizan mentre scrive il suo libro. Andrea Hopkins, Six Medieval Women, p. 108.

Con l'espressione "filosofie femministe" si fa riferimento a diversi contributi alla filosofia moderna e alla filosofia contemporanea, promossi per lo più da parte di filosofe, che riguardano la costruzione della differenza naturale e socio-culturale dei sessi sia nel passato che nel presente e il loro conseguente impatto sulla filosofia, sull'arte, sulla scienza e sulla letteratura; o trattano della condizione delle donne in un mondo dominato dagli uomini, offrendo in tal senso modelli culturali di resistenza al fine di eliminare tale subordinazione.
Fondamentale per questo ambito filosofico è lo studio critico delle nozioni storiche e filosofiche di "femminilità" e "mascolinità".

## Storia del pensiero femminista

### Precedenti del pensiero femminista

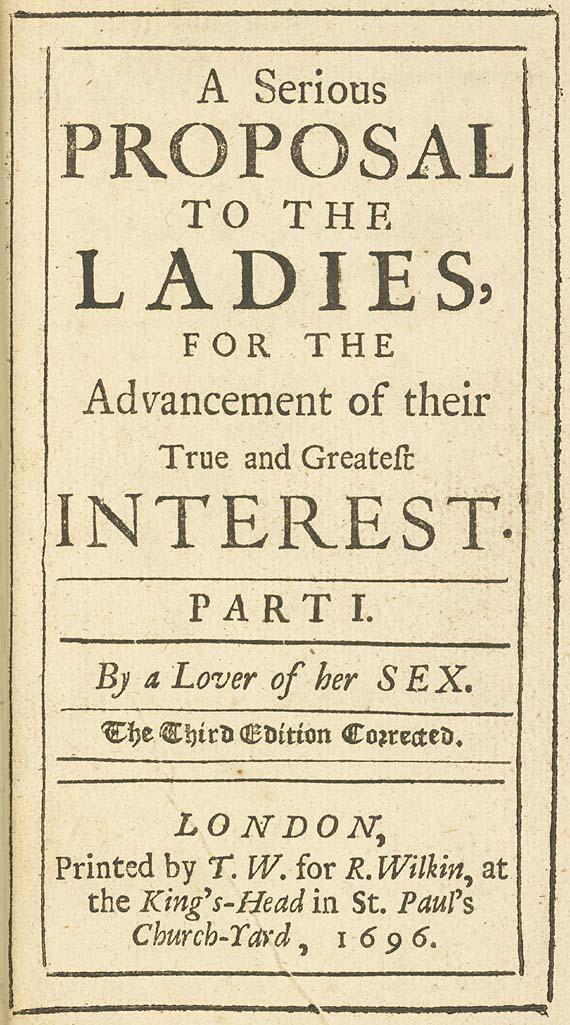
Mary Astell, Una seria proposta alle signore, 1694

L'umanista francese di origini italiane Christine de Pizan (1365-1430) è generalmente considerata una femminista ante litteram. La de Pizan denuncia infatti, nelle sue opere, la misoginia del suo ambiente sociale. Nel 1402 la de Pizan si inserisce nella Querelle du Roman de la Rose avviata da un trattato di Jean de Montreuil, poi andato perduto, il quale difendeva il Roman de la Rose opera di Jean de Meun. Per la de Pizan, letterata appartenente all'ambiente della Corte francese, così come per Jean Gerson, cancelliere dell’università di Parigi, l'opera di Jean de Meun non è altro che uno scritto osceno, immorale e misogino. A tal proposito la de Pizan compone Le dit de la Rose, una poesia che richiama un sogno dell'autrice dove affronta gli aspetti misogini del Roman de la Rose, invocando la fondazione di un ordine di cavalieri in difesa dell'honneur féminin (Ordine della Rosa). Nel 1404 pubblica Il libro di tre virtù in materia di istruzione delle donne (Le Livre des trois vertus à l'enseignement des dames) con lo scopo di educare le donne "di tutti gli stati". Poco tempo dopo, nel 1405, segue il libro La città delle dame (La Cité des dames), in cui descrive l'utopia della fondazione di una città in cui le donne possono trovare un rifugio sicuro.
La filosofa inglese Mary Astell (1666 - 1731) ha denunciato l'oppressione delle donne e criticato il matrimonio "forzato" allora in voga. Di questa autrice è celebre la domanda:
(Mary Astell, Some Reflections upon Marriage, ed. 1706)
Tale domanda riprende molto probabilmente il Secondo trattato sul governo (Second Tract of Government, 1662) di John Locke dove in numerose sezioni (cfr. ad esempio, 4, 22, 87, 95 e 113) viene ripetutamente asserito che "tutti gli uomini sono nati liberi".

### Mary Wollstonecraft e la nascita del pensiero femminista

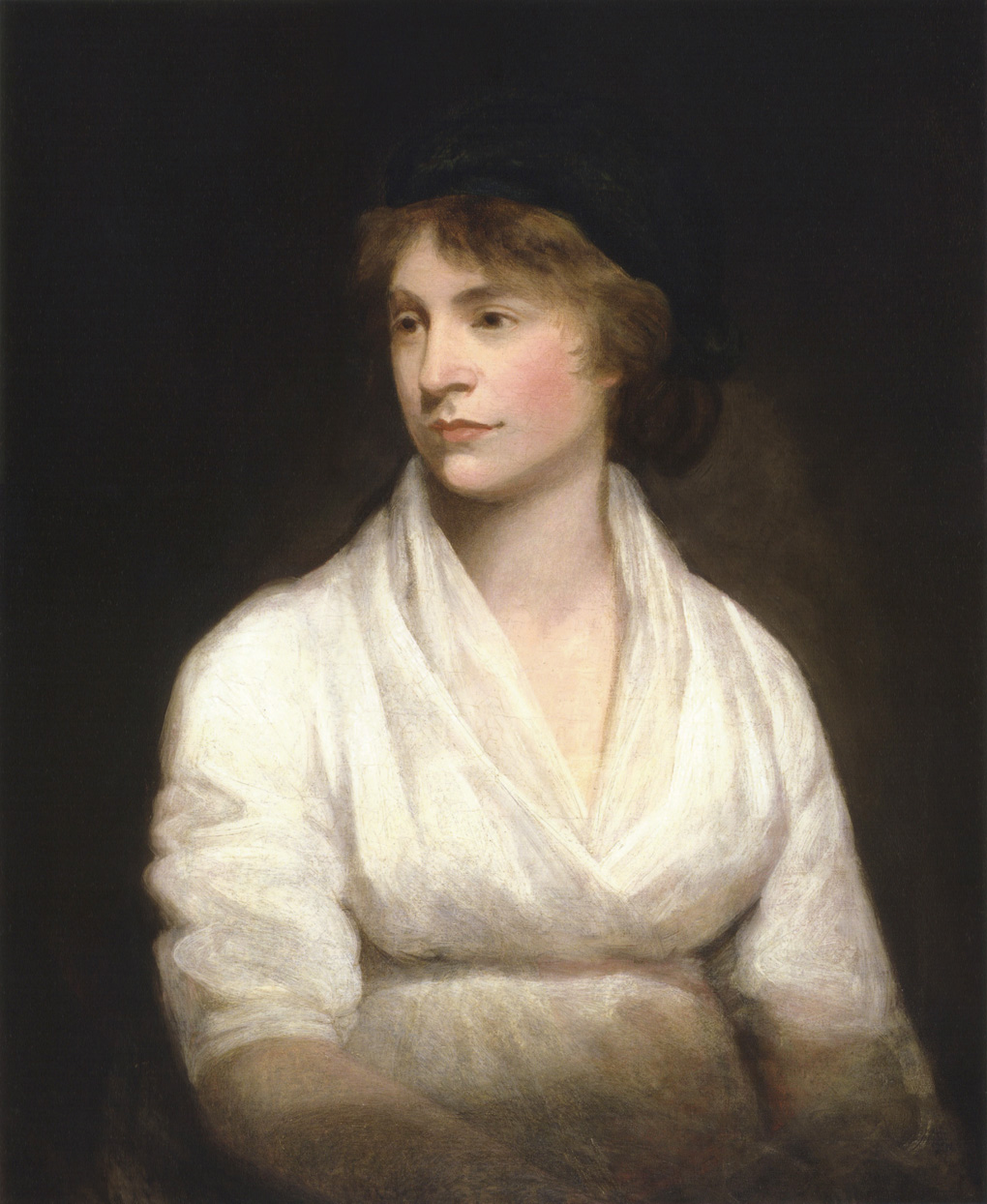
Il ritratto di Mary Wollstonecraft (1797 circa), olio su tela, National Portrait Gallery

Le origini del pensiero femminista moderno vengono generalmente fatte risalire all'opera della filosofa britannica Mary Wollstonecraft (1759-1797). Nata in una famiglia che soffriva di gravi difficoltà economiche, la Wollstonecraft riesce comunque a studiare, cercando in questo modo di rendersi indipendente. Il suo scopo iniziale è quello di creare una scuola dedicata alle sole ragazze, iniziativa che tuttavia fallisce. L'incontro con l'editore londinese Joseph Johnson le consente, nel 1787, di dare alle stampe la sua prima opera Thoughts on the Education of Daughters (Pensieri sulla educazione delle ragazze).
È il periodo della "Rivoluzione francese", avvenimento che anima i dibattiti culturali e politici dei salotti inglesi. Il 4 novembre 1789 il reverendo inglese Richard Price pubblica un sermone, On the Love of Our Country, in difesa dei principi liberali propugnati dai rivoluzionari francesi. Un anno dopo, il 1º novembre 1790, il filosofo Edmund Burke dà alle stampe Reflections on the revolution in France dove, rispondendo al sermone di Price, critica duramente invece tali principi.
Wollstonecraft si inserisce direttamente in questo dibattito, pubblicando due settimane dopo l'uscita del duro pamphlet di Burke, A Vindication of the Rights of Men, dove polemizza con il filosofo inglese per essersi preoccupato e commosso di fronte all'amaro destino della regina Maria Antonietta (1755-1793), ignorando quello ben più grave delle donne sfruttate.
Nel 1792 la Wollstonecraft pubblica la sua opera più importante, A Vindication of the Rights of Woman (Rivendicazione dei diritti della donna) dove già delinea il futuro pensiero femminista:
(Mary Wollstonecraft, A Vindication of the Rights of Woman (1792), pubblicato a cura di Eileen Hunt Botting. Yale University Press, 2014, p.71)
Tale opera viene diffusa, nello stesso anno, anche negli Stati Uniti e in Francia. L'opera della Wollstonecraft è rivolta a un pubblico prevalentemente femminile della classe colta e di tendenza liberale, a costoro la filosofa britannica indirizza la sua denuncia.

### Olympe de Gouges e laDéclaration des droits de la femme et de la citoyennedel 1791

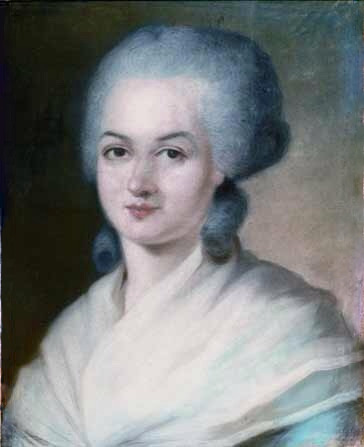
Ritratto di Olympe de Gouges (fine del XVIII sec), pastello su tela

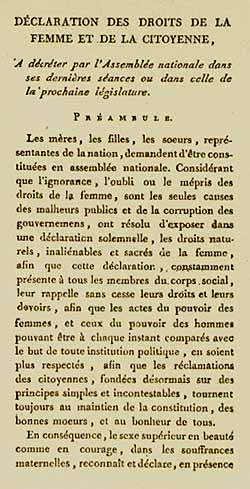
Dichiarazione dei diritti della donna e della cittadina ("Déclaration des droits de la femme et de la citoyenne"), 1791

La filosofa Wollstonecraft si trasferisce in Francia alla fine dello stesso anno. La sua permanenza sul suolo francese è di due anni ma non abbiamo contezza se abbia o meno lì incontrato delle donne repubblicane, come Marie Gouze, meglio conosciuta con il nome d'arte Olympe de Gouges (1748-1793), la drammaturga e scrittrice rivoluzionaria francese compilatrice, nel 1791, della Déclaration des droits de la femme et de la citoyenne (Dichiarazione dei diritti della donna e della cittadina), sul modello della Dichiarazione dei diritti dell'uomo e del cittadino del 1789 nel cui preambolo viene affermato:
(Déclaration des droits de la femme et de la citoyenne, Préambule)
Marie Gouze è una attivista per i diritti delle donne nel secolo dei lumi. Arrivata a Parigi da un piccolo paese, diventa, da autodidatta, una conoscitrice della lingua e della cultura francese. Nel 1786, usando uno pseudonimo, indirizza a sé stessa, un romanzo epistolare contro la discriminazione delle madri di figli illegittimi. Ha propugnato l'introduzione di una legge sul divorzio e un contratto firmato tra concubini. Ha sostenuto, inoltre, il riconoscimento dei figli nati fuori dal matrimonio.

### Harriet Hardy Taylor e John Stuart Mill: il femminismo liberale

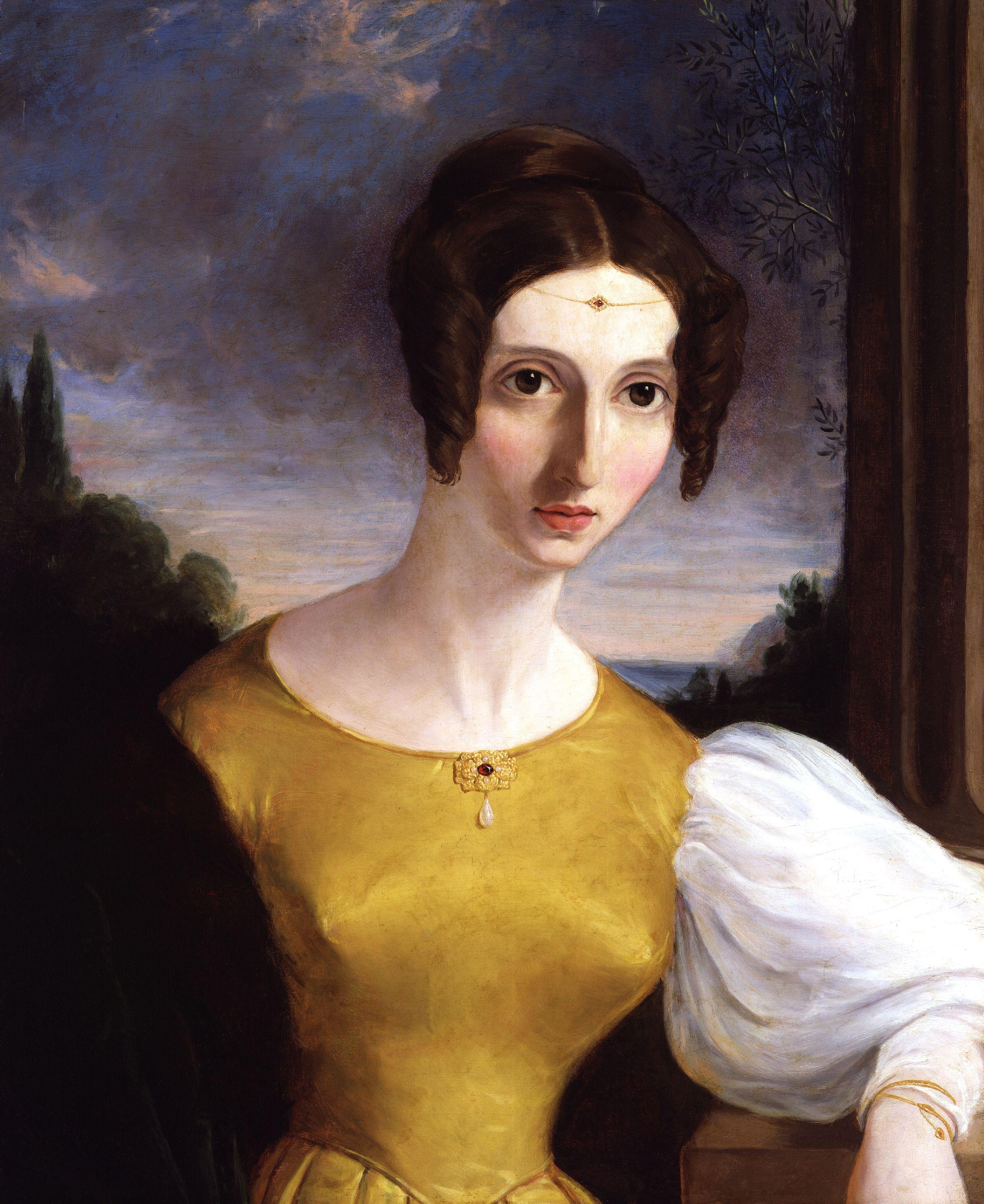
Ritratto di Harriet Mill, artista sconosciuto, National Portrait Gallery di Londra

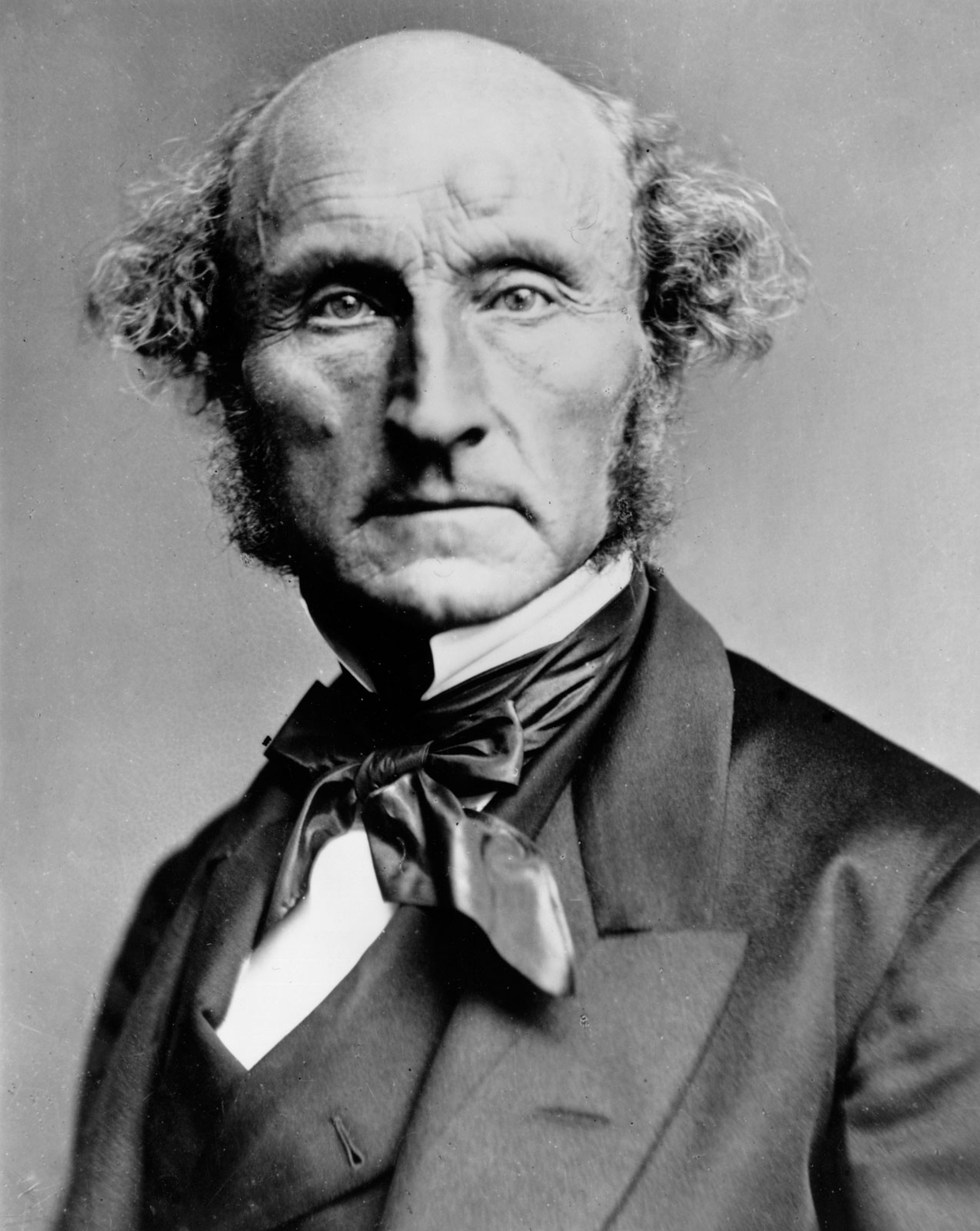
Foto di John Stuart Mill (1870 circa), London Stereoscopic Company

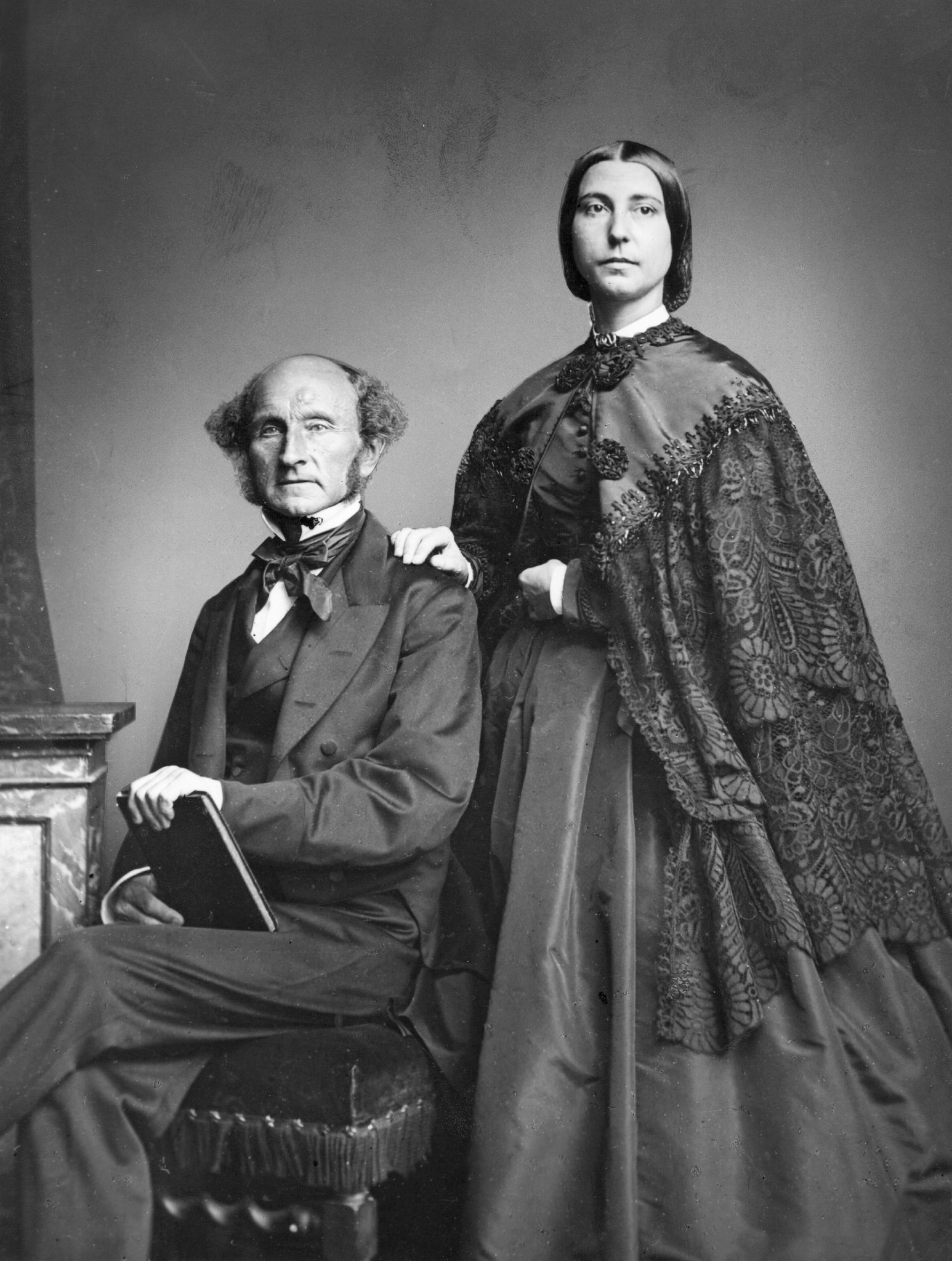
Foto di John Stuart Mill e Helen Taylor, figlia di Harriet Taylor.

Il confronto sul riformismo politico, bloccatosi in Inghilterra a partire dal 1794 a seguito delle guerre contro la Francia rivoluzionaria, e quindi napoleonica, riprende a partire dalla prima metà del XIX secolo. In questo contesto di dibattito e di riforme, che coinvolge ampie fasce di cittadini (si ricorda in tal senso il Reform Act del 1832), si incontrano, nel 1830, Harriet Hardy Taylor (1808-1858) e John Stuart Mill (1806-1873). Lei, una donna sposata, è già sensibile alle battaglie a favore della emancipazione femminile, lui è un attivista, fin dall'adolescenza, per i diritti civili, compresi quelli delle donne, per i quali era già stato interessato da procedimenti di polizia per aver promosso, e quindi diffuso, l'uso delle spugne vaginali (sistemi contraccettivi) fra le operaie. Hardy Taylor e Stuart Mill si sposeranno nel 1849 dopo la scomparsa del marito di lei. Lo scopo delle loro battaglie, e delle loro opere, è quello di portare a compimento l'iniziativa avviata da Mary Wollstonecraft: il superamento del pregiudizio, largamente diffuso all'epoca in tutte le classi sociali, sulla "inferiorità della donna". A tal proposito vanno sostanzialmente segnalate due opere critiche di questi autori: The Enfranchisement of Women del 1851 (L'emancipazione delle donne; attribuibile alla Hardy Taylor) e The Subjection of Women del 1869 (L'asservimento delle donne, firmata dal solo Stuart Mill in quanto, peraltro, la Hardy Taylor era scomparsa undici anni prima).
A tal proposito, nota Franco Restaino, anche se i due compagni di battaglie sui diritti delle donne fondano la loro critica sulla lettura liberale e illuministica per cui ogni essere umano è per natura propria autonomo e morale, e quindi va lasciato libero di esercitare i propri diritti, si marca tra i due una decisiva differenza sul ruolo ultimo della donna. Se infatti si attribuisce la stesura del testo The Enfranchisement of Women principalmente alla Hardy Taylor, qui la donna viene invitata a intraprendere le qualsivoglia attività umane ivi comprese quelle imprenditoriali, nel The Subjection of Women di Stuart Mill, la donna è invece invitata a svolgere primariamente quel ruolo specifico che la natura le avrebbe assegnato, ovvero quello di "garante della famiglia" e di "custode dei figli", anche se il filosofo inglese riconosce uguali diritti politici e civili ad ambedue i sessi, condividendo insieme medesime capacità razionali e morali.
Nonostante questa diversità Stuart Mill resta il primo filosofo maschio ad evidenziare come, se da una parte l'asservimento storico delle donne conserva dei punti comuni con la schiavitù, un elemento differenzia le due tipologie di sottomissione: alcuni uomini possono risultare schiavi di altri, mentre tutte le donne, nel privato della famiglia, sono schiave degli uomini in virtù della loro soggezione storica fondata su ragioni "affettive":
(John Stuart Mill, The Subjection of Women; traduzione di Anna Maria Mozzoni)
La subordinazione della donna all'uomo presente ancora nel mondo moderno, ovvero in un mondo che altrimenti predica l'uguaglianza dei diritti fondamentali di ciascun essere umano, si presenta quindi agli occhi di Stuart Mill come lo scandalo principale:
(John Stuart Mill, The Subjection of Women; traduzione di Anna Maria Mozzoni)

### Elizabeth Cady Stanton e la Dichiarazione dei Sentimenti del 1848

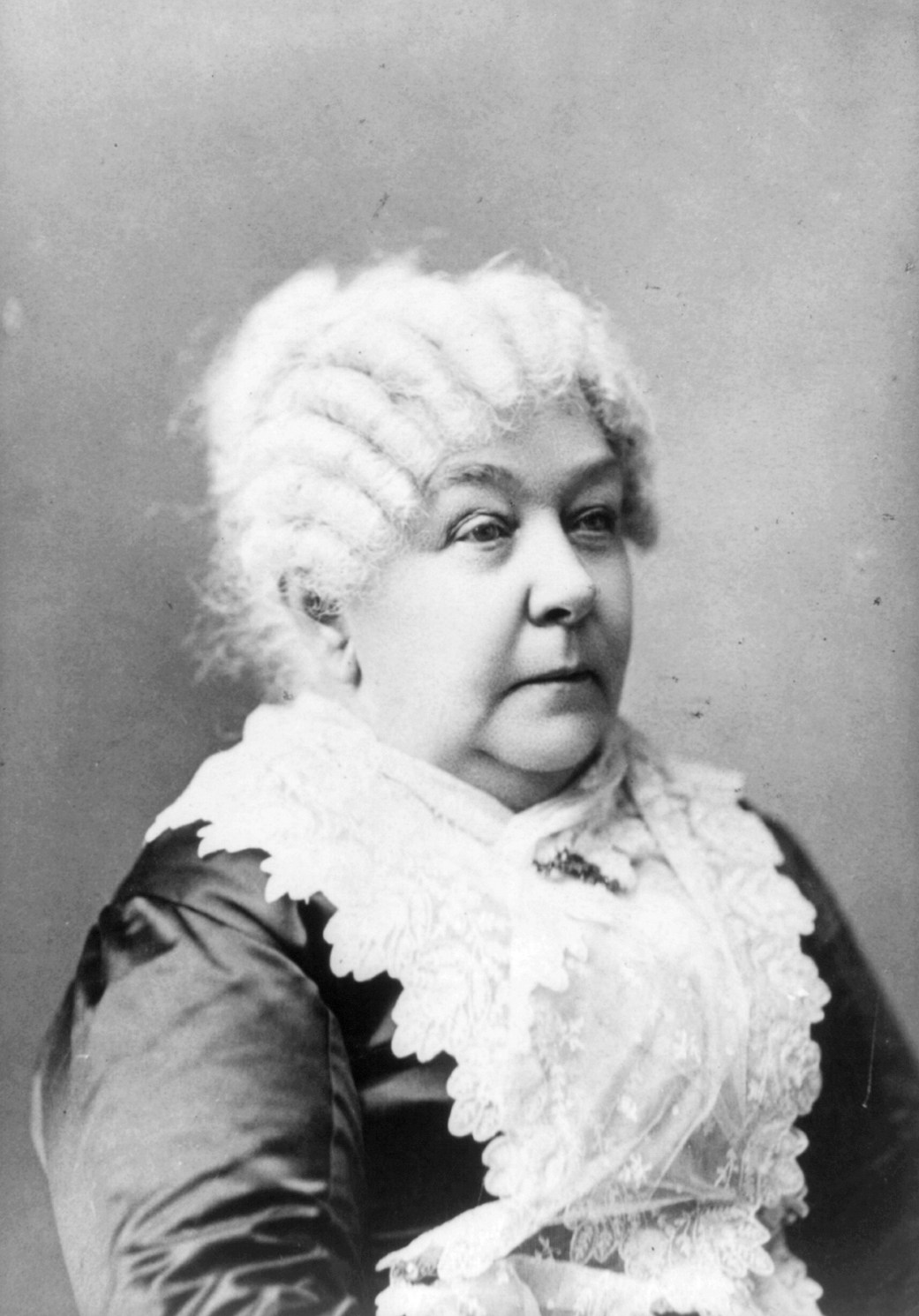
Foto di Elizabeth Cady Stanton (prima del 1902) di "Veeder", Collezione stampe e fotografie della Biblioteca del Congresso

## Formazione
Dopo l'introduzione parziale del suffragio universale il movimento delle donne entra in una fase di stagnazione. Elisabeth Selbert, politica e avvocata tedesca, una delle quattro donne che partecipa alla scrittura della Costituzione della Repubblica federale di Germania, ha il merito dell'inclusione del diritto di uguaglianza nella parte sui diritti fondamentali della Costituzione tedesca. Lo sviluppo economico ha portato alla "seconda ondata" del movimento delle donne, alla fine degli anni sessanta. Le filosofie femministe emergono dallo sforzo di estendere la teorizzazione e la scientifizzazione della critica delle condizioni patriarcali.

## Temi del pensiero femminista
Le questioni della filosofia femminista comprendono non solo l'integrazione dei punti di vista femminili, delle esperienze nella filosofia e la divulgazione della misoginia e della discriminazione nella storia della filosofia, ma rappresentano l'intera auto-comprensione della filosofia come scienza di genere neutro, oggettiva e universale.

### Filosofia politica femminista
Nella teoria politica, sono state esaminate la struttura dello spazio in una sfera domestico-familiare e una sfera pubblica-politica, che sono rispettivamente associati con "la femminilità" e "mascolinità", e le sue conseguenze per la concezione della politica come dominio maschile e le relazioni tra le nozioni correlate alla "femminilità" e il potere.

### Etica femminista
L'etica femminista chiede di assumere modelli di azione tipicamente femminili per quanto riguarda le differenze specifiche tra un maschio ed una femmina.

### Epistemologia femminista e la filosofia femminista della scienza
La filosofia femminista della scienza e l'epistemologia si occupano di questioni fondamentali che riguardano l'obiettività e la verità indipendenti dal sesso o la classificazione della conoscenza in base al sesso (teoria del punto di vista); esse cercano di chiarire se esistono differenze epistemologiche tra la scienza maschile e quella femminile. Sandra Harding ha proposto la classificazione in approcci empirici, teorie e teorie postmoderne di epistemologie femministe. Le teorie empiriche presuppongono che le pratiche e gli standard della scienza contemporanea sono sufficienti per ottenere risultati di ricerca adeguati. Solo un'applicazione errata o mancante porta a teorie sessiste o androcentriche. Le teorie del punto di vista sostengono che nessuna teoria è indipendente dagli interessi e dai valori, ma un'adeguata rappresentazione del mondo da parte di tali teorie la rende tuttavia possibile. Infine, approcci postmoderni hanno generalmente rifiutato affermazioni generali sulla conoscenza, il progresso e l'identità. Attraverso questa impostazione di pensiero Sandra Harding arriva a paragonare i Philosophiae Naturalis Principia Mathematica di Isaac Newton a un manuale di stupro, paragone che sarà tra gli spunti per Alan Sokal e la sua famosa bufala accademica.

## Rappresentanti

### John Stuart Mill
John Stuart Mill è considerato un rappresentante del liberalismo; il suo punto di vista sulla situazione delle donne nella società può essere descritto come femminismo liberale. Influenzato dalla sua futura moglie Harriet Taylor (Mill), ha chiesto — eletto al parlamento come rappresentante della società per il suffragio delle donne dal 1865 — il suffragio femminile e la legge sul divorzio. È stato uno dei primi a studiare l'oppressione delle donne nelle scienze sociali.

### Simone de Beauvoir
La fondazione della filosofia femminista contemporanea risale alla scrittrice e filosofa Simone de Beauvoir (1908-1986), considerata una delle madri del moderno femminismo. Nella sua opera Il secondo sesso ha esposto — sulla base della dell'esistenzialismo e della fenomenologia — il significato del concetto di sesso per la società e ha mostrato l'oppressione delle donne nelle società patriarcali; ha così messo in rilievo l'obiettivo dell'uguaglianza e parità di genere come basi della teoria femminista.

### Judith Butler
La filosofa Judith Butler (nata il 24 febbraio 1956) è la principale rappresentante di un decostruttivismo femminista, ispirato alle formulazioni teoriche del filosofo francese J. Derrida. Ha partecipato allo sviluppo della teoria queer, con le sue opere influenti ha trattato dei disturbi di genere e dello scambio di identità (Gender Trouble. Feminism and the Subversion of Identity, New York, Routledge 1990) e l'importanza del corpo (Bodies That Matter: On the Discursive Limits of Sex, New York, Routledge 1993). Secondo Butler il genere è un sottoprodotto del modello performativo; le categorie "maschile" e "femminile" sono meri costrutti che sono costituiti solo da ripetizioni di azione. Non solo il sesso sociale (genere), ma anche il sesso biologico (il sesso) sono socio-culturali, non rappresentano assoluti naturali. L'identità di genere è decostruita in favore di una differenziazione totale di individualità di ogni persona. La tradizionale bisessualità è sostituita da un "sesso multiplo".

### Julia Kristeva
Julia Kristeva (nata il 24 giugno 1941 a Sliven, in Bulgaria) è una filosofa che, tuttavia, rifiuta l'etichetta di "femminista". Nei primi anni settanta problematizza l'identità femminile nel patriarcato, nel 1979 diventa psicanalista in seguito all'influenza di Jacques Lacan.
Altre rappresentanti: Hélène Cixous, Bracha Ettinger, Patricia Hill Collins, Donna Haraway, Nancy Hartsock, Luce Irigaray,   Lynn Hankinson Nelson, Dorothy Smith, Alison Wylie, Martha Nussbaum, Herta Nagl-Docekal, Seyla Benhabib.

### Introduzioni
- Adriana Cavarero e Franco Restaino (a cura di), Filosofie femministe, Milano, Bruno Mondadori, 2002.
- (DE) Anke Drygala, Paradigma Geschlechterdifferenz - Ein philosophisches Lesebuch, a cura di Andrea Günter, Sulzbach, Helmer, 2010, ISBN 978-3-89741-301-6.
- (EN) Miranda Fricker e Jennifer Hornsby, Feminism in Philosophy, Cambridge, Cambridge University Press, 2000.
- (EN) Robin May Schott, Discovering Feminist Philosophy, Lanham, Rowman & Littlefield, 2003.
- (DE) Ursula I. Meyer, Einführung in die feministische Philosophie, 3ª ed. (riveduta), ein-Fach-Verlag, Aachen, 2004, ISBN 3-928089-37-4.
- (DE) Herta Nagl-Docekal, Feministische Philosophie. Ergebnisse, Probleme, Perspektiven, 2ª ed., Frankfurt am Main, Fischer, 2001, ISBN 3-486-56082-4.
- (EN) Cecile T. Tougas e Sara Ebenrick (a cura di), Presenting Women Philosophers, Philadelphia, Temple University Press, 2000.
- (EN) Bonnie A. Birk, Christine de Pizan and Biblical Wisdom: A Femininst-Theological Point of View, Marquette, University Press, 2002.
- (EN) Patricia Springborg (a cura di), Astell - Political writings, Cambridge University Press, 1996,  p. 18.
- (EN) Elizabeth Potter, Feminism and Philosophy of Science: An Introduction, New York, Routledge, 2006.
- (EN) A. C. Grayling, Towards the Light: The Story of the Struggles for Liberty and Rights that Made the Modern West, Londra, Bloomsbury, 2007.

### Dizionari e manuali
- (EN) Lilli Alanen e Charlotte Witt (a cura di), Feminist Reflections on the History of Philosophy, Dordrecht, Kluwer, 2004.
- (EN) Jacqueline Broad, Women Philosophers of the Seventeenth Century, Cambridge, Cambridge University Press, 2003.
- (EN) Alison M. Jaggar e Iris Marion Young (a cura di), A Companion to Feminist Philosophy, Malden (Massachusetts), Blackwell, 1998. Il concetto di filosofia è inteso in senso molto ampio, i 58 capitoli forniscono una panoramica abbastanza completa della teoria femminista.
- (EN) Maggie Humm, The Dictionary of Feminist Theory, 2ª ed., Columbus, Ohio State University, 1995, ISBN 0-8142-0666-2.
- (EN) Catherine Villanueva Gardner, Historical Dictionary of Feminist Philosophy, Lanham, The Scarecrow Press, 2006.
- (EN) Mary Ellen White (a cura di), A History of Women Philosophers: 1. Ancient Women Philosophers, 600 B.C.-500 A.D., Dordrecht, Martinus Nijhoff, 1987-1995.
- (EN) Mary Ellen White (a cura di), A History of Women Philosophers: 2. Medieval, Renaissance and Enlightenment Women Philosophers, 500-1600, Dordrecht, Martinus Nijhoff, 1987-1995.
- (EN) Mary Ellen White (a cura di), A History of Women Philosophers: 3. Modern Women Philosophers, 1600-1900, Dordrecht, Martinus Nijhoff, 1987-1995.
- (EN) Mary Ellen White (a cura di), A History of Women Philosophers: 4. Contemporary Women Philosophers, 1900-today, Dordrecht, Martinus Nijhoff, 1987-1995.

### Raccolte bibliografiche
- Marion Heinz, Sabine Doyé (Hsg.): Feministische Philosophie. Bibliographie 1970-1995. Kleine, Bielefeld 1996, ISBN 3-89370-218-0

### Contributi alla filosofia femminista
- Luisa Muraro:  L'ordine simbolico della madre, Roma, Editori Riuniti 1991, 2006 ISBN 978-8-835957-69-0
- Annegret Stopczyk: Nein danke, ich denke selber. Philosophieren aus weiblicher Sicht. Aufbau, Berlin 2000, ISBN 3-7466-8046-8
- Bettina Schmitz: Der dritte Feminismus. Denkwege jenseits der Geschlechtergrenzen Ein-Fach-Verlag, Aachen 2007, ISBN 978-3-928089-45-6
- Halina Bendkowski und Brigitte Weisshaupt (Hrsg.) Was Philosophinnen denken. Vol. 1, ISBN 3-250-10012-9
- Manon Andreas-Griesbach und Brigitte Weisshaupt (Hrsg.) Was Philosophinnen denken. Vol. 2, ISBN 3-250-01017-0

### Etica femminista
- Barbara S. Andrew, Jean Keller, Lisa H. Schwartzman (eds.): Feminist Interventions in Ethics and Politics, Lanham, MD., Rowman and Littlefield 2005.
- Claudia Card (ed.): Feminist Ethics. Lawrence, University of Kansas Press 1991.
- Peggy DesAutels & Joanne Waugh (eds.): Feminists Doing Ethics, Lanham, MD., Rowman and Littlefield 2001.
- Virginia Held: "Feminist Morality", in Transforming Culture, Society, and Politics. Chicago, University of Chicago Press 1993.
- Virginia Held (ed.): "Justice and Care", in Essential Readings in Feminist Ethics. Boulder, CO., Westview 1995.
- Catriona Mackenzie & Natalie Stoljar (eds.): "Relational Autonomy", in Feminist Perspectives on Autonomy, Agency, and the Social Self. New York: Oxford University Press 2000.
- Martha Nussbaum: "Women and Human Development", in The Capabilities Approach. Cambridge, U.K.: Cambridge University Press 2000.

### Donne in filosofia
- Ursula I. Meyer, Heidemarie Bennent-Vahle: Philosophinnen-Lexikon, Leipzig: Reclam, 1997
- Regine Munz (Hrsg.): Philosophinnen des 20. Jahrhunderts, Darmstadt: WBG, 2004, ISBN 3-534-16494-6